# لويس أنطونيو ماسياس لوزانو
لويس أنطونيو ماسياس لوزانو (بالإسبانية: Luis Antonio Macias Lozano)‏ (26 أكتوبر 1972 بليون في المكسيك - ) هو لاعب كرة قدم مكسيكي في مركز الوسط. لعب مع زاكاتيبيك وEl Paso Patriots ‏ وAtlético San Francisco ‏.